# Down to Earth (album, Rainbow)
Down to Earth je čtvrté studiové album britské rockové skupiny Rainbow z roku 1979. Autorem fotografie na obalu alba je americký výtvarník Ron Walotsky. Producentem alba byl jeden z členů skupiny, baskytarista Roger Glover. Oproti albu Long Live Rock 'n' Roll z předchozího roku hraje na tomto albu několik nových členů: zpěvák Graham Bonnet, který nahradil Ronnieho Jamese Dia, klávesista Don Airey a baskytarista Roger Glover. Jedinými členy z předchozí sestavy tedy jsou kytarista Ritchie Blackmore a bubeník Cozy Powell.

## Seznam skladeb
| Pořadí | Název               | Autor                           | Délka |
| ------ | ------------------- | ------------------------------- | ----- |
| 1.     | All Night Long      | Ritchie Blackmore, Roger Glover | 3:53  |
| 2.     | Eyes of the World   | Blackmore, Glover               | 6:42  |
| 3.     | No Time to Lose     | Blackmore, Glover               | 3:45  |
| 4.     | Makin' Love         | Blackmore, Glover               | 4:38  |
| 5.     | Since You Been Gone | Russ Ballard                    | 3:25  |
| 6.     | Love's No Friend    | Blackmore, Glover               | 4:55  |
| 7.     | Danger Zone         | Blackmore, Glover               | 4:31  |
| 8.     | Lost in Hollywood   | Blackmore, Glover, Cozy Powell  | 4:51  |

## Obsazení
- Graham Bonnet – zpěv
- Ritchie Blackmore – kytara
- Roger Glover – baskytara
- Don Airey – klávesy
- Cozy Powell – bicí